# Romuald Pekny

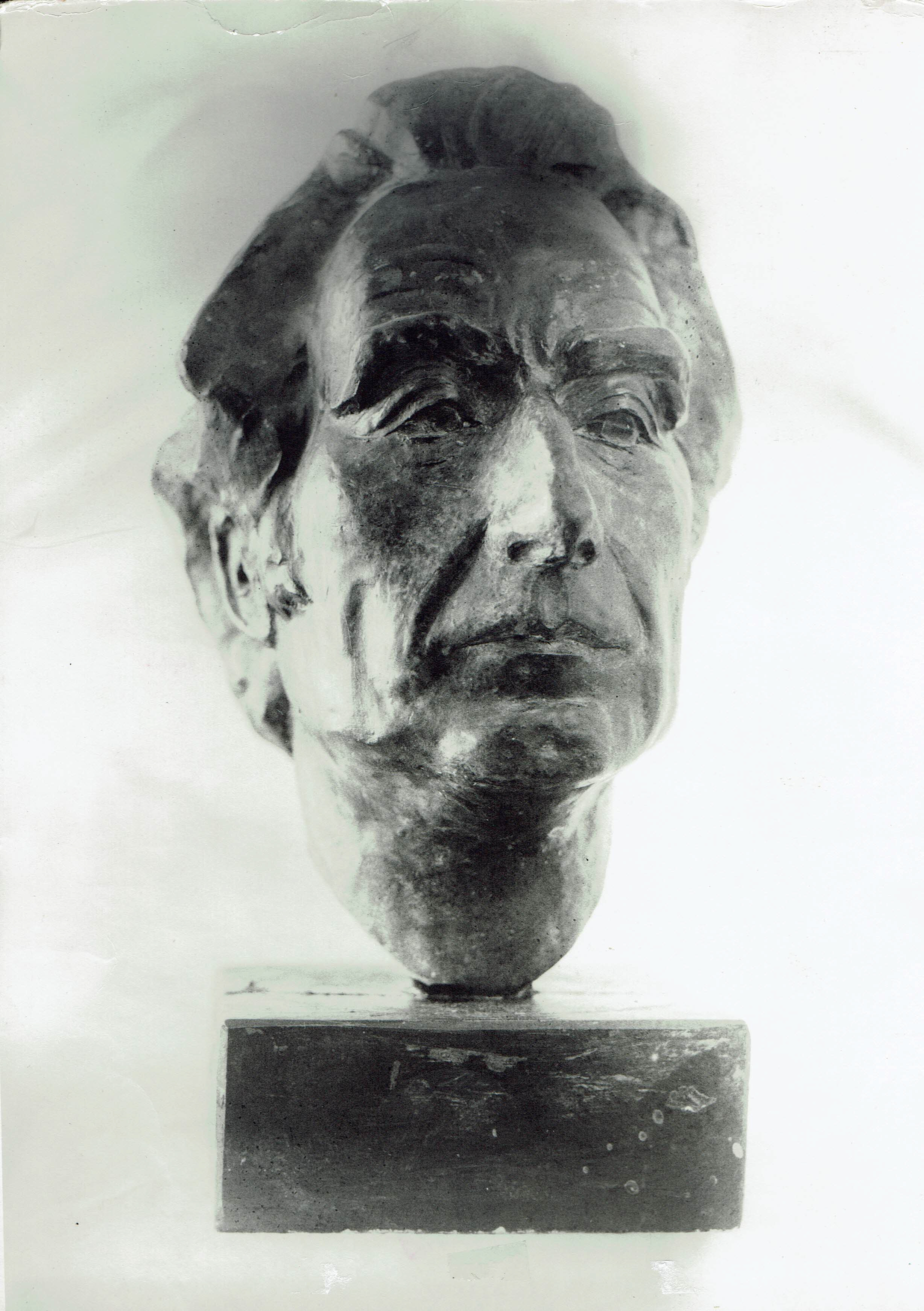
Romuald Pekny. Büste aus dem Jahr 1970 von Ulla M. Scholl.

Romuald Pekny (* 1. Juli 1920 in Wien; † 9. November 2007 in Linz) war ein österreichischer Schauspieler, der mit Bühnen- und Filmrollen bekannt wurde.

## Leben und Karriere
Pekny wurde als Sohn eines Justizbeamten geboren und machte nach der Schule zunächst eine kaufmännische Lehre. Erst relativ spät ließ er sich mit 26 Jahren am Wiener Max-Reinhardt-Seminar zum Schauspieler ausbilden. Sein Debüt hatte er am Schönbrunner Schlosstheater, danach Engagements in Linz, Basel, Köln und München. Von 1958 an zählte er viele Jahrzehnte lang zum Ensemble der Münchner Kammerspiele, wo er ein wesentlicher Protagonist in Inszenierungen von Fritz Kortner (Titelrolle in Shakespeares Timon von Athen, 1961; Jago in Othello, Titelrolle in Richard III., 1963) sowie Dieter Dorn (u. a. Mephisto in Goethes Faust) war. Ab 1966 war er vor allem in klassischen Rollen am Burgtheater engagiert (erneut Jago in Othello unter Kortners Regie; Enobardus in Shakespeares Antonius und Cleopatra, Regie Gerhard Klingenberg, 1969; Abenteurer in Hofmannsthals Der Abenteurer und die Sängerin, Regie Rudolf Steinboeck, 1971; 1980 Kaiser Rudolf II. in Grillparzers Ein Bruderzwist in Habsburg, Regie Leopold Lindtberg, für den er 1982 den Grillparzer-Ring erhielt); Titelrolle in Ibsens John Gabriel Borkman, Regie Achim Benning (1985), aber auch in modernen Dramen (Werner in Sartres Die Eingeschlossenen, Salieri in Peter Shaffers Amadeus, Regie Peter Wood, für den er 1982 die Kainz-Medaille bekam).
Ab den 1960er Jahren wurde er oft bei den Salzburger Festspielen beschäftigt: u. a. 1966 und 1967 als Theseus und Oberon in Shakespeares Ein Sommernachtstraum, Regie Lindtberg; 1971 als Theodor in Hofmannsthals Der Unbestechliche, Regie Gustav Manker; 1973 als Alceste in Molières Der Menschenfeind, Regie Rudolf Noelte; 1975 und 1976 als König Peter in Büchners Lustspiel Leonce und Lena an der Seite von Klaus Maria Brandauer, Regie Johannes Schaaf; auch als TV-Mitschnitt; 1980 und 1981 als Herzog in Shakespeares Wie es euch gefällt, Regie Otto Schenk; 1982 als Alfons der Zweite in Goethes Torquato Tasso, Regie Dorn; 1983–85 als Tod in Hofmannsthals Jedermann, Regie Ernst Haeusserman; 1993 als Wernyhora in Stanisław Wyspiańskis Wesele, Regie Andrzej Wajda sowie mehrere Rezitationsabende.
Pekny war auch für Film und Fernsehen tätig. So trat er in Folgen der Fernsehserien Der Kommissar (als „Robert Pepper“ in der Episode Schwester Ignatia von 1972), im Tatort (als Anwalt Dr. Alexander in Folge 52 Die Abrechnung) und Derrick (als Anwalt Dr. Voss in Folge 59 Lena) auf. 1978 spielte er im Fernsehmehrteiler Wallenstein unter der Regie von Franz Peter Wirth die Rolle des Ferdinand II. Unter der Regie von Wolfgang Glück spielte Pekny in den Kinofilmen Der Schüler Gerber (1981) und 38 (1987).
Einem breiten Publikum bekannt wurde Pekny durch Rollen in Literaturverfilmungen. So erlebte man ihn 1964 in Professor Bernhardi nach dem Stück von Arthur Schnitzler oder in Rolf von Sydows Der Floh im Ohr (1966).
Zu Peknys herausragenden Darstellungen auf der Bühne zählen die Titelrolle in Lessings Nathan der Weise und der Mephisto in Goethes Faust – Vom Himmel durch die Welt zur Hölle. Neben seiner Tätigkeit für Theater und Film nahm sich Pekny immer wieder Zeit für Rezitationsabende, wo er das Publikum unter anderem mit klassischen Balladen beeindruckte oder auch mit Predigten von Abraham a Santa Clara (1644–1709), den er von 1975 bis 1986 für den ORF darstellte. Der Schauspieler gehörte 1987 gemeinsam mit seiner Frau Eva Petrus-Pekny zu den Initiatoren des „Ausseer Kultursommers“, wo er häufig Lesungen durchführte.
Romuald Pekny war Träger der Berufstitel Kammerschauspieler (seit 1981) und Professor (seit 1986).
Nach der Verabschiedung in der Pfarrkirche St. Leopold in Urfahr fand die Beisetzung am 23. November 2007 auf dem Bergfriedhof (Gräberfeld 4, Grab Nr. 106) von Pöstlingberg, einem Stadtteil von Linz, statt, obwohl er ein Ehrengrab in Wien hätte haben können. Pekny hatte jedoch verfügt, dass er am Pöstlingberg zur letzten Ruhe gebettet werden wolle. Seine Witwe Eva begründete dies damit, dass sie beide in der Pöstlingberg-Kirche geheiratet hätten, Sohn Thomas hier geboren worden war und auch seine Schauspielkarriere in Linz begonnen habe.

## Filmografie (Auswahl)
- 1958: Man müßte nochmal zwanzig sein
- 1961: Der Zerrissene (Fernsehfilm)
- 1961: Das Wunder des Malachias
- 1961: Amphitryon (Fernsehfilm)
- 1962: Nachsaison (Fernsehfilm)
- 1962: Wallenstein (Fernsehfilm)
- 1962: Mord im Dom (Fernsehfilm)
- 1962: Heroische Komödie (Fernsehfilm)
- 1963: Der Nachfolger (Fernsehfilm)
- 1963: Das tödliche Patent (Fernsehfilm)
- 1964: Willy Reichert in … (Fernsehserie, zwei Episoden)
- 1964: Professor Bernhardi (Fernsehfilm)
- 1964: Columbus – Bericht und Bildnis (Fernsehfilm)
- 1965: Tabula rasa (Fernsehfilm)
- 1965: Port Royal (Fernsehfilm)
- 1965: Die Geschäfte des Herrn Mercadet (Fernsehfilm)
- 1965: Romulus der Große (Fernsehfilm)
- 1965: Die Häuser des Herrn Sartorius (Fernsehfilm)
- 1965: Niemandsland (Fernsehfilm)
- 1965: Oberst Wennerström (Fernseh-Zweiteiler)
- 1966: Kein Freibrief für Mord (Fernsehfilm)
- 1966: Musik (Fernsehfilm)
- 1966: Alle mal herhören, auch die, die schwerhören..! (Fernsehfilm)
- 1966: Der Floh im Ohr (Fernsehfilm)
- 1968: Der Unbestechliche (Fernsehfilm)
- 1968: Affäre Dreyfus (Miniserie)
- 1969: Tausendundeine Nacht (Fernsehserie, eine Episode)
- 1969: Der Rückfall (Fernsehfilm)
- 1970: Die Perle – Aus dem Tagebuch einer Hausgehilfin (Fernsehserie, eine Episode)
- 1970: Die Berufe des Herrn K. (Fernsehserie)
- 1971: Der junge Baron Neuhaus (Fernsehfilm)
- 1971: Der Schlafwagenkontrolleur (Fernsehfilm)
- 1971: Procryl für Rosenbach (Fernsehfilm)
- 1971: Überall ist Wunderland – Erinnerungen an Joachim Ringelnatz (Fernsehfilm)
- 1972: Das Jahrhundert der Chirurgen (Fernsehserie, eine Episode)
- 1972: Der Kommissar – Schwester Ignatia (Fernsehserie)
- 1973: Macbett (Fernsehfilm)
- 1973: Ein junger Mann aus dem Innviertel – Adolf Hitler (Fernsehfilm)
- 1974: Gift-Affäre (Fernsehfilm)
- 1975: Der Kommissar – Am Rande der Ereignisse (Fernsehserie)
- 1975: Die unfreiwilligen Reisen des Moritz August Benjowski (Miniserie, vier Episoden)
- 1975: Komtesse Mizzi (Fernsehfilm)
- 1975: Hahnenkampf (Fernsehfilm)
- 1975: Polly oder Die Bataille am Bluewater Creek (Fernsehfilm)
- 1975: Tatort – Die Abrechnung
- 1975: Frag nach bei Casanova (Fernsehfilm)
- 1975: Alte Hüte aus Wien – Witziges – Spitziges – Spritziges (Fernsehfilm)
- 1975: Leonce und Lena (Fernsehfilm)
- 1977: Ein Glas Wasser (Fernsehfilm)
- 1978: Dona Rosita oder Die Sprache der Blumen (Fernsehfilm)
- 1978: Wallenstein (Miniserie)
- 1979: Derrick – Lena (Fernsehserie, eine Episode)
- 1979: Moral (Fernsehfilm)
- 1980–1981: Ringstraßenpalais (Fernsehserie, drei Episoden)
- 1981: Der Schüler Gerber
- 1982: Bilanz eines Lebens (Fernsehfilm)
- 1983: Jedermann (Fernsehfilm)
- 1985: Torquato Tasso (Fernsehfilm)
- 1986: 38 – Auch das war Wien
- 1986: Die Krimistunde (Fernsehserie, Folge 22, Episode: „Kein Wort mehr“)
- 1988: Faust – Vom Himmel durch die Welt zur Hölle
- 1996: Stockinger – Der Tote im Narzissenfeld (Fernsehserie, eine Episode)
- 1998: Geliebte Gegner (Fernsehfilm)
- 1999: Das Biest im Bodensee (Fernsehfilm)

## Hörspiele (Auswahl)
- 1956: Molière: Der Bürger als Edelmann – Regie: Wilhelm Semmelroth (Hörspielbearbeitung – NWDR Köln/SDR/RB/ORF)
- 1971: Stefan Zweig: Brennendes Geheimnis (Erzähler) – Regie: Ferry Bauer (Hörspielbearbeitung – SFB)
- 1981: Georges Feydeau: Lauf bloß nicht splitternackt herum (Julien Ventroux) – Regie: Ferry Bauer (Hörspielbearbeitung – ORF Oberösterreich)

## Auszeichnungen (Auswahl)
- 1981: Ernennung zum Kammerschauspieler
- 1982: Kainz-Medaille
- 1982: Grillparzer-Ring
- 1986: Verleihung des Berufstitels Professor
- 1991: Medaille „München leuchtet“ in Gold
- 1994: Verdienstkreuz 1. Klasse der Bundesrepublik Deutschland
- 1995: Österreichisches Ehrenkreuz für Wissenschaft und Kunst I. Klasse
- 1995: Päpstlicher Orden vom Goldenen Sporn
- 1997: Bayerischer Verdienstorden
- 2001: Bayerischer Theaterpreis (Ehrenpreis des Bayerischen Ministerpräsidenten)
- 2005: Großes Silbernes Ehrenzeichen für Verdienste um die Republik Österreich[3]